# 末の松山
座標: 北緯38度17分16秒 東経141度0分11.9秒 / 北緯38.28778度 東経141.003306度

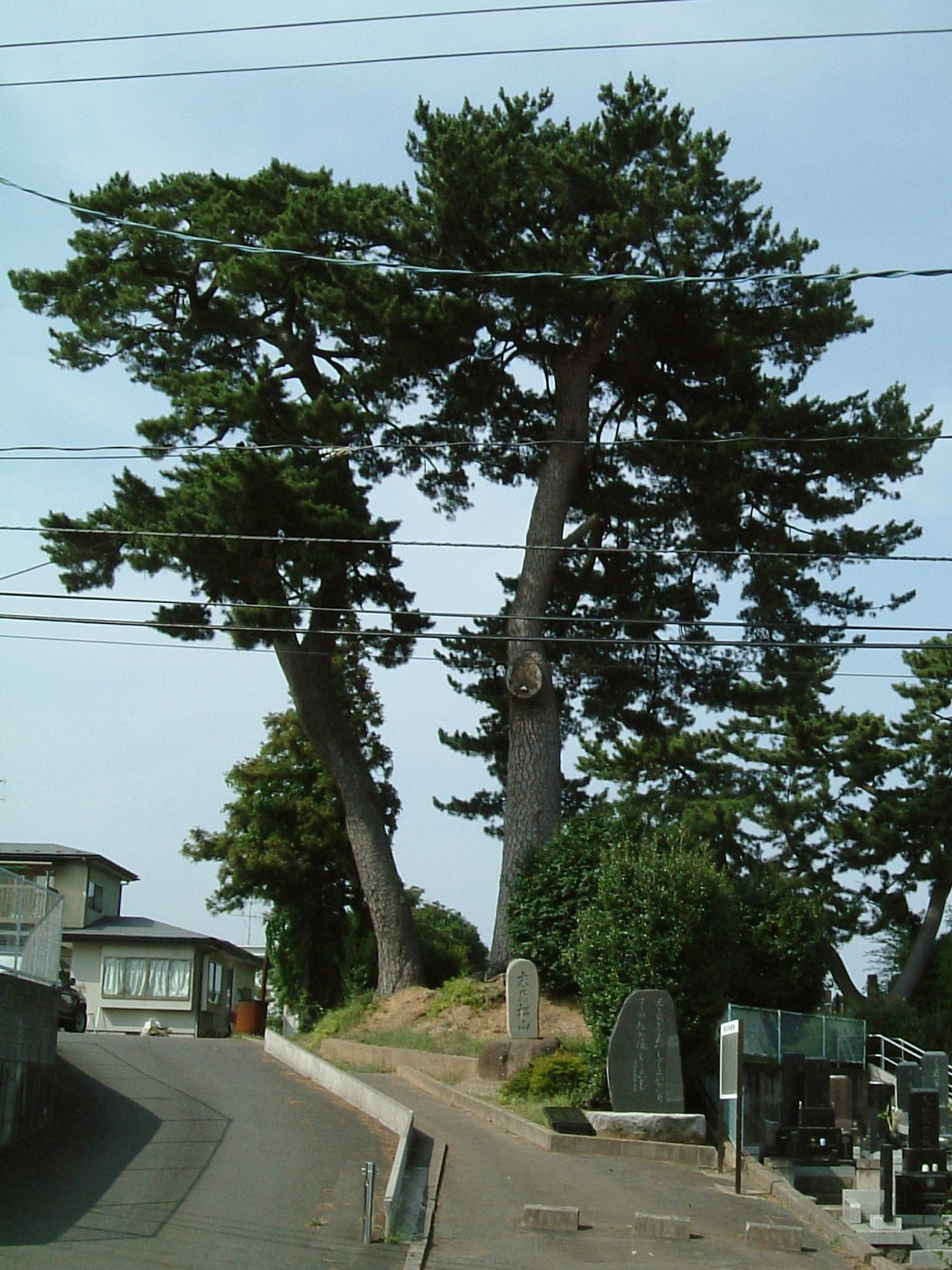
末の松山（2007年8月撮影）

末の松山（すえのまつやま）は、宮城県多賀城市八幡の独立小丘陵にある景勝地。
2014年（平成26年）10月6日より、「おくのほそ道の風景地」の一つとして国の名勝にも指定された。南西側の丘陵裾部に「沖の石」（北緯38度17分12.6秒 東経141度0分12秒 / 北緯38.286833度 東経141.00333度）がある。
「大津波が超えてはならぬ」という意で歌枕となったとされる。

## 古今和歌集
最初の勅撰和歌集「古今和歌集』（延喜5年（905年））の序文「仮名序」 に、貞観11年（869年）の貞観津波は「まつ山のなみ」として取り上げられ、「あるは、まつ山のなみをかけ、野中の水をくみ、秋萩の下葉をながめ、暁の鴫の羽掻きをかぞへ、あるは、くれ竹のうきふしを人にいひ、吉野川をひきて世の中を恨みきつるに、今は富士山の煙もたたずなり、長柄の橋もつくるなりと聞く人は、歌にのみぞ心を慰めける。」と記されている。
「末の松山」が詠まれた歌は『古今和歌集』に二首収録された。一首は巻第六の「冬歌」に収められている。
藤原興風は、生没年不詳の平安時代の歌人で、三十六歌仙の一人とされ、相模掾正六位上道成の男で、自らも昌泰3年（900年）に相模掾となっている。貞観津波の同時代を生きた東国ゆかりの人物であることは間違いなさそうであるが、実際に陸奥国を訪れたことがあるかは定かではない。そもそも貞観津波の発災は夏五月であり、冬ではなく、すでに実景からはかけ離れた虚構の文学世界の表現となっている。この歌は詞書にもあるように、寛平初年（889年）ごろに開催された歌合の作品からの収録である。本来歌合は相手と歌の優劣を競い合う競技の場であり、興風の歌の相手は次のように応じている。
「雪ふりて　年の暮れゆく　時にこそ　つひにもみぢぬ　松も見えけれ」
古今和歌集には、上句が「雪降りて　年の暮れぬる　時にこそ」と改められ、掲載されている。両者ともに、雪の白と松の緑の対照のなかで作品を絵画的に構成している。また、興風の歌が成立する前提として「末の松山」に関する知見が必要であり、古今和歌集の巻第二十に収められた「東歌」がすでに都には伝わっていたものと考えられている。
あなたを差し置いて「あだし心」を私が持てば、あの末の松山は波も越えてしまうでしょう。「あだし心」は他心の意と不実の意とを掛けるとし、男女どちらが歌ったともとれる平易で明解な民謡風の歌と評されている。また、季節を特定できる内容ではなく、貞観津波に関する『日本三代実録』の記述とも齟齬はない。問題は、こうした解釈の通りであれば、災後わずか20年を経ずして、溺死者千人ばかりを出した大惨事の舞台が男女の恋心の歌として相対化され、都に聞こえるまでになっていたことである。

## 歌枕

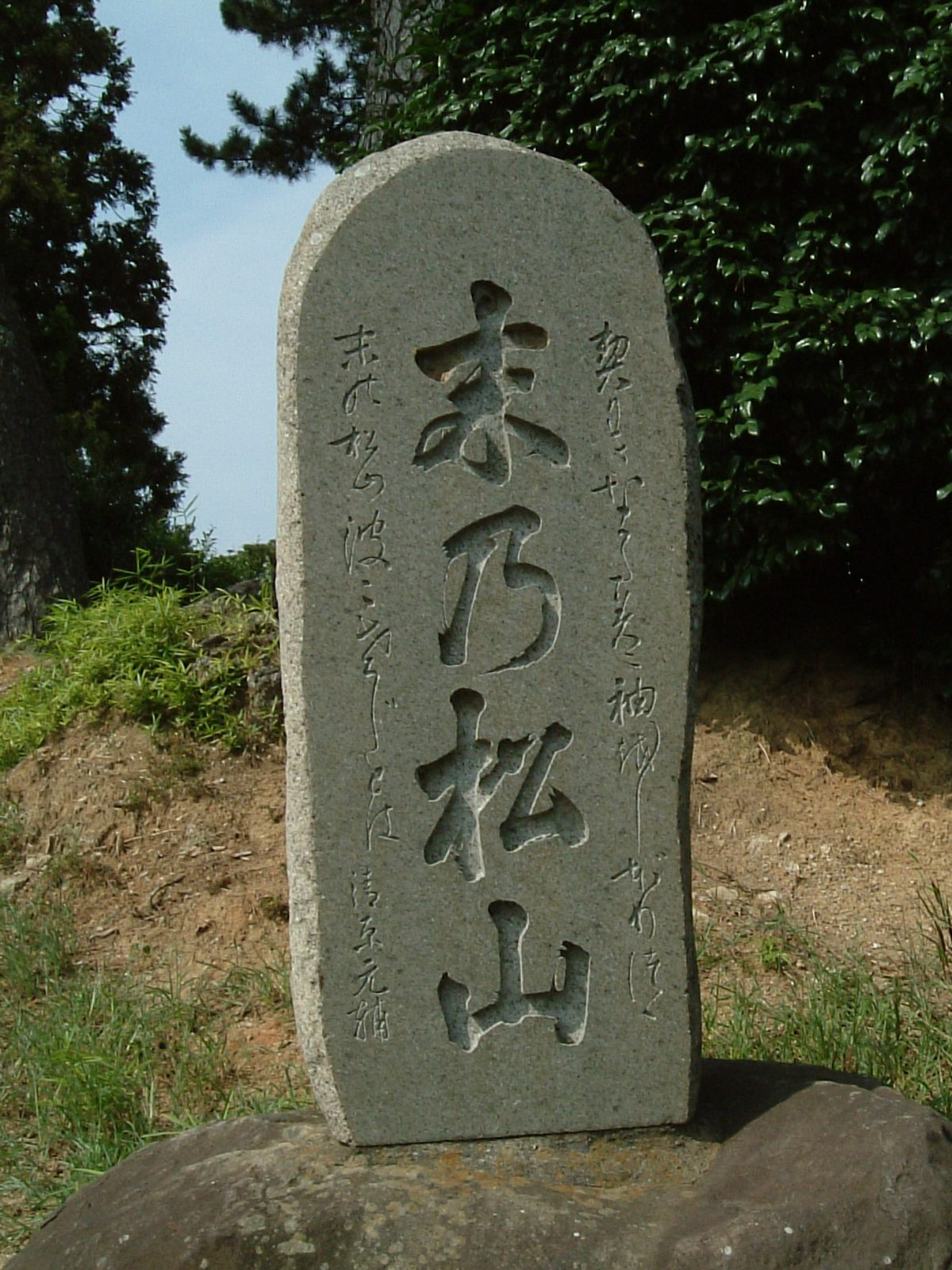
末の松山歌碑「契りきな かたみに袖を しぼりつつ 末の松山 波越さじとは」

『古今和歌集』に収録された「末の松山」はその後多くの歌人に詠まれ、実景からは遠のき、「あだし心を持てば波が越す」という歌枕として定着した。13世紀前半に成立した『小倉百人一首』には清原元輔（908年 - 990年）による次の歌が撰ばれ、ますます人口に膾炙した。
これは、869年の貞観地震による津波の際の様子をうたったものであり、現代語に訳すと次のようになる。
これは、大津波が襲来したが、津波が末の松山を超えることはなかったということを物語っている。また貞観地震と同様に、東北地方に津波による甚大な被害を出した2011年の東日本大震災の際も、周辺の市街地では2 mの浸水があったが、末の松山に波がかぶることはなかった。
元禄2年（1689年）5月8日には、松尾芭蕉らも訪れ、「奥の細道」に「末の松山は、寺を造て末松山といふ。松のあひあひ皆墓はらにて、はねをかはし枝をつらぬる契の末、終はかくのごときと、悲しさも増りて、塩がまの浦に入相のかねを聞。五月雨の空聊はれて、夕月夜幽に、 籬が島もほど近し。蜑の小舟こぎつれて、肴わかつ声々に、「つなでかなしも」とよみけん心もしられて、いとヾ哀也。」としている。

## 八幡社伝承
仙台藩が提出させた『風土記御用書出八幡村』（安永3年(1774年)）では、 八幡村の名所として「末の松山」を挙げ、末の松山には旧跡として伊達家御仮屋のうしろ古館の内の古杉のところに「八幡社之跡」があったとしている。
この八幡社の勧請については、いくつかの伝承がある。宮城県神社庁編纂の『宮城県神社名鑑』（1976年）では、「元正天皇の養老5年諸国に国分寺を建立せられし頃、別当寺般若寺と共に末松山に勧請したといわれる。又往古豊前国宇佐郡から奉還した奥羽の古社で、延暦年中坂上田村麿東夷征伐の時数多の軍兵を率いてこの地に逗留し建立したともいい、又本社は元松島に在り、類聚国史載する所の宮城郡松島八幡是なり。田村将軍多賀城に在るの日、之を末の松山に移し建て、以て祭祀に便すともいわれる。」を示している。ここに示された3つの伝承はすべて貞観津波以前の勧請であること、後二者は坂上田村麻呂が宇佐あるいは松島から勧請したとしている。なお、坂上田村麻呂は伊澤郡鎮守府八幡宮（岩手県奥州市）も勧請したとされ、実際に源頼朝は文治5年（1189年）9月21日にこの神社を参詣している（『吾妻鏡』）。
八幡社別当の末松山般若寺の『風土記御用書出』（安永3年(1774年)）には、天喜康平之頃（11世紀中ごろ）には「八幡太郎東夷之折當社江鞢（ゆがけ）被成置候以後鞢八幡と奉称御神領数丁御寄附有之繁昌千軒餘之町場有之」の繁栄した時代があったとする伝承と、建保年中（1214－1219）に将軍実朝公の御時に、平右馬介が末の松山に居城を拝領し、八幡社は末の松山から現在地の宮内に遷宮することになったとする伝承を書き記している。また延宝年中に亡失してしまった古鐘の銘文（「奉謹鐘鋳　奥州末松山八幡宮　大檀那介平景綱　　大工加当安吉　大工藤原弘光　　永仁七年二月朔日」）が書出されており、永仁7年（1299年）の史実として確実視されている。

## 大津波伝承
末の松山の八幡社には、大津波伝承が残されており、仙台藩が提出させた『八幡社家御百姓書出』（安永3年〈1774年〉）には「何年の頃に御座候か、当村津波の節、社人ともに利府町へ取り移り候者もこれあり。または連々困窮仕り、沽却禿にまかり成り候」としている。また、明治から昭和にかけての地図や採話においても、末の松山の八幡社が流出したとする「浮八幡」「流れ八幡」「泥八幡」等の伝承が残されている。
「猩々ヶ池」の大津波伝説は『鹽松勝譜』（舟山、1823年) が初出である。昔八幡の酒家に夕方、紅髪朱顔の異人が現れ、数斗の大酒を飲み、どこかに去って行く。村中の悪少年が共謀してこれを辱めることを企て、これを知った酒家の隣の老翁は、異人に告げるも、異人は聞かなかった。謀は異人の帰り道で実行され、異人は瀕死の重傷を負い、翁の家に這ってたどり着き、我が屍は町の東南の池に棄てよ。今から六日後に大津波が来るので、末の松山に登って難を避けよと言い残して死んだ。翁はその通りにすると、六日の後に津波が押し寄せ、翁の一家だけが末の松山に逃れて、助かった。後にこの異人は海から現れる猩々であることがわかり、猩々ヶ池と呼ばれるようになった。文中、大津波の描写は「驚濤果テ湧キ 湯々トシテ 山ヲ攘子 陵二襄リ ー村漂没シテ 孑遺ナシ」と、 舟山は『日本三代実録』中の貞観津波の描写表現の語彙をそのまま用いており、『日本三代実録』を下敷きに「猩々ヶ池」の大津波伝説を記述している。昭和（戦前）の採話では、老翁は小佐治（）という名の美しい娘に姿を変え、猩々は村の若者たちあるいは居酒屋の欲深く腹黒い女房玉芝に殺され、八幡上千軒・下千軒を押し流したという大津波から、小佐治だけが末の松山に難を逃れる物語となっている。また、八幡の末の松山に植え継がれたとされる老松二本は「鍋かけの松」と称され、「この海嘯の時に流れた鍋がかかったからとも云ふ。」としている。
このほかにも、若佐姫命（和賀佐姫命・和賀作比咩神）の社殿が漂着したとする伝承が、多賀城の四至を祀る南宮社に残されている。

## 所在地
- 宮城県多賀城市八幡2丁目8-28 （宝国寺の裏）

## 交通アクセス
鉄道
- 東日本旅客鉄道（JR東日本）仙石線多賀城駅から徒歩で9分。

自動車
- 仙台東部道路仙台港北ICから5分、三陸自動車道多賀城ICから10分。（近くに無料駐車場有り。北緯38度17分13.7秒 東経141度0分15.6秒）